# Прямий градієнтний аналіз
Градієнтний аналіз прямий (англ. direct gradient analysis) — поширений метод ординації, в основі якого лежать або прямі обліки середовища (для ординації видів аналізу-R), або індекси, що відображають позицію видів на комплексному градієнті (для ординації спільнот аналізу-Q). Цей метод «корінням» йде у праці Л. Г. Раменського (1924) і Хансена (англ. Hansen, 1930). Найбільший розвиток методів Г.а.п. пов'язаний з ім'ям американського дослідника Р. Віттекера. Г.а.п. як метод ординації видів полягає в розбитті обраного дослідником фактора на класи (градації) і побудові графіків зустрічальності видів (рясності видів, фітомаси та ін.) залежно від градацій середовища.
Р. Віттекер при вивченні гірських екосистем США розвинув якісні методи Г.а.п. без використання будь-яких спеціальних статистичних тестів оцінки достовірності виявлених закономірностей. В основу роботи було покладено метод посічених трансект: спочатку рослинність гірського хребта, аналізується в межах висотних поясів по градієнту топографічного зволоження (зміна рослинності по ряду від південного схилу до північного), а потім для схилів однієї експозиції вивчається розподіл рослинності по градаціях висоти.
Г.а.п. як метод ординації спільнот здійснюється методом зважених середніх. Результати Г.а.п. носять назву екоклінів (розподіл видів уздовж градієнтів екологічних факторів), хроноклінів (по осі часу), топоклінів (по осях просторових градієнтів) і ценоклінів (розподіл по осях факторів окремих спільнот чи фітоценонів; відповідно ценоекокліни, ценохронокліни і ценотопокліни). Ценокліни складніше для графічного зображення, і тому їх зручніше описувати рівняннями регресії зміни коефіцієнтів подібності співтовариств або фітоценонів уздовж градієнтів середовища.
Незважаючи на критику Г.а.п. за суб'єктивність вибору осей ординації, як переконливо показав Р. Віттекер, він у ряді випадків виявляється високоефективним. У природі нерідкі сильнодіючі провідні чинники, що встановлюються емпірично і підтверджуються в ході подальшої статистичної обробки. Результати Г.а.п. можуть використовуватися і для цілей геоботанічної індикації.